# Abordatge al So San
L’abordatge del mercant So San va ser una operació militar realitzada per part d’un grup d'operacions especials d'Infanteria de Marina de l'Armada Espanyola que va tenir lloc el 9 de desembre de 2002 en el Golf d’Aden, en l'Oceà Índic, enfront de les costes del Iemen.
Informat el grup de combat per la intel·ligència estatunidenca d’un vaixell sense bandera sospitós de portar armes a l'Iraq, tractaran de fer que es detingui el vaixell donant-li instruccions per ràdio, posteriorment amb trets d’advertiment i finalment es veuran obligats a abordar-ho.
L’atac, enquadrat en l'Operació Llibertat Duradora, es va saldar amb un èxit rotund. El vaixell, procedent de Corea del Nord, transportava una càrrega de 15 míssils Scud, 15 caps de combat convencionals amb 250 kg d’explosiu, 23 dipòsits de combustible d'àcid nítric i 85 bidons de productes químics, requisant-se tot el carregament. El Iemen va comunicar posteriorment el fet que la càrrega els pertanyia i va protestar contra la intercepció, ordenant els Estats Units la seva devolució.

## Desenvolupament de l’Operació

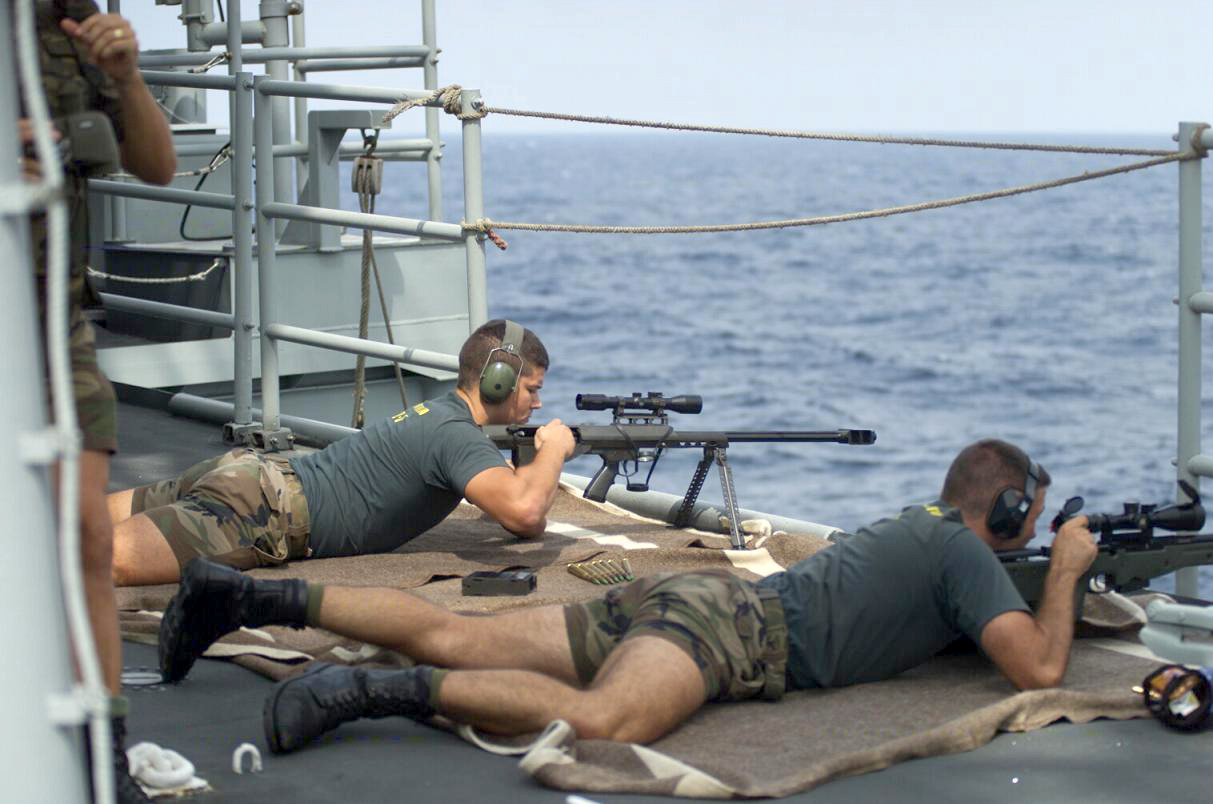
Els mariners espanyols a bord de la fragata Navarra (F-85); els homes proporcionen cobertura per als equips d’abordatge, durant un abordatge hostil del vaixell nord-coreà So San. Així que San va intentar evadir la captura, la qual cosa va obligar Navarra a disparar tirs d’advertiment a través de la seva proa. Les tropes de les Forces Especials després van dur a terme un abordatge hostil en helicòpter i bot petit.

El 7 de desembre el govern dels Estats Units va sol·licitar a Espanya que localitzés i interceptés un vaixell sospitós de transportar armes a l’Iraq des de Corea del Nord i que es dirigia a una zona pròxima a la zona d’operacions de la Task Force on actuava la flota espanyola pròxima a l'illa de Socotra, motiu pel qual se la va conèixer com a Operació Socotra, en el seu inici.
Albirat el vaixell a diversos centenars de milles al sud-est de Socotra, la fragata Navarra va ordenar al vaixell repetides vegades que es detingués per a facilitar la seva inspecció, tal com es feia ja de manera habitual des d’octubre de 2001. No obstant això, la resposta del capità va ser muda, així que es va posar en marxa una fase dissuasiva que la diplomàcia en alta mar va obligar a prolongar, en aquest cas, durant unes tres hores i mitja.
Des dels vaixells espanyols, van començar a disparar els trets d’avís. Els primers, fins a un total de quatre, van ser llançats a l’aigua, a l’altura de la proa del vaixell. Els següents, realitzats amb un fusell, es van dirigir al casc del vaixell, sense intenció de ferir, només d’advertir als seus tripulants. Transcorregudes ja tres hores d’espera, el capità del So San no va variar la seva postura, de manera que es va optar per l’assalt del vaixell. L’última transmissió per ràdio al mercant es va realitzar per a advertir-los que el vaixell anava a ser abordat i que ningú hauria d’apuntar-se per les finestres i escotilles.
Per a facilitar la maniobra d’abordatge de l’helicòpter, tiradors d’elit van trencar els cables que creuaven d’un costat a un altre del vaixell. Pocs minuts després un helicòpter va sortir de la fragata per a cobrir a un altre que sortiria del Patiño amb el Tercer ESTOL de la Unitat d’Operacions Especials d’Infanteria de Marina, que va dipositar set infants de marina sobre la coberta del vaixell. El pont de comandament, on es trobaven els cinc tripulants del vaixell, va ser pres sense resistència, arrestant als cinc.
Una vegada pres el control del vaixell, el contraalmirall Moreno, que dirigia l’operació, va enviar una altra embarcació d’auxili amb set homes més com a dotació de presa procedent del Patiño, que donarien suport als seus companys de bord. A més, va accedir al mercant l’equip de visita i registre procedent de la fragata Navarra, la missió de la qual era revisar la documentació del So San.

## Conseqüències
Pel que sembla el dictador iemenita Ali Abdallah al-Salih salar havia comprat aquests 15 míssils al règim nord-coreà per un valor estimat d’uns 41 milions de dòlars de l’època sense conèixer-se perquè finalitat, a pesar que havia promès als EUA que ja no compraria més míssils a Corea del Nord. Malgrat això, el govern estatunidenc va autoritzar la devolució del carregament, que va acabar sent desembarcat el 14 de desembre en el port iemenita d'al-Hudayda. Que el llavors règim d’Ali Abdallah al-Salih era un aliat important dels EUA en la seva lluita contra Al-Qaida en el marc de la guerra contra el terrorisme va ser un dels motius assenyalats perquè li fos retornada la polèmica càrrega. Es desconeix el destí d’aquests 15 míssils que van ser confiscats breument.

## Galeria d'Imatges

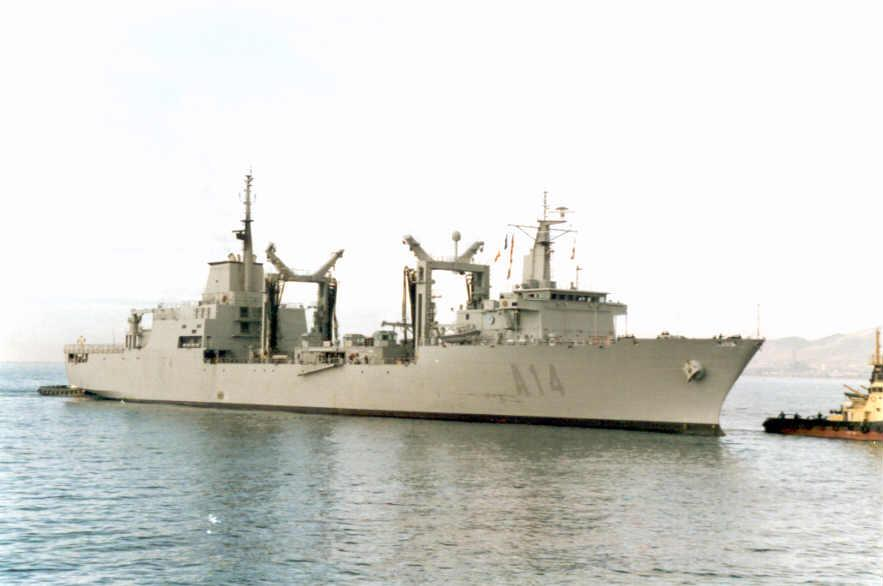
El vaixell d’aprovisionament Patiño (A-14) l’any 2004.
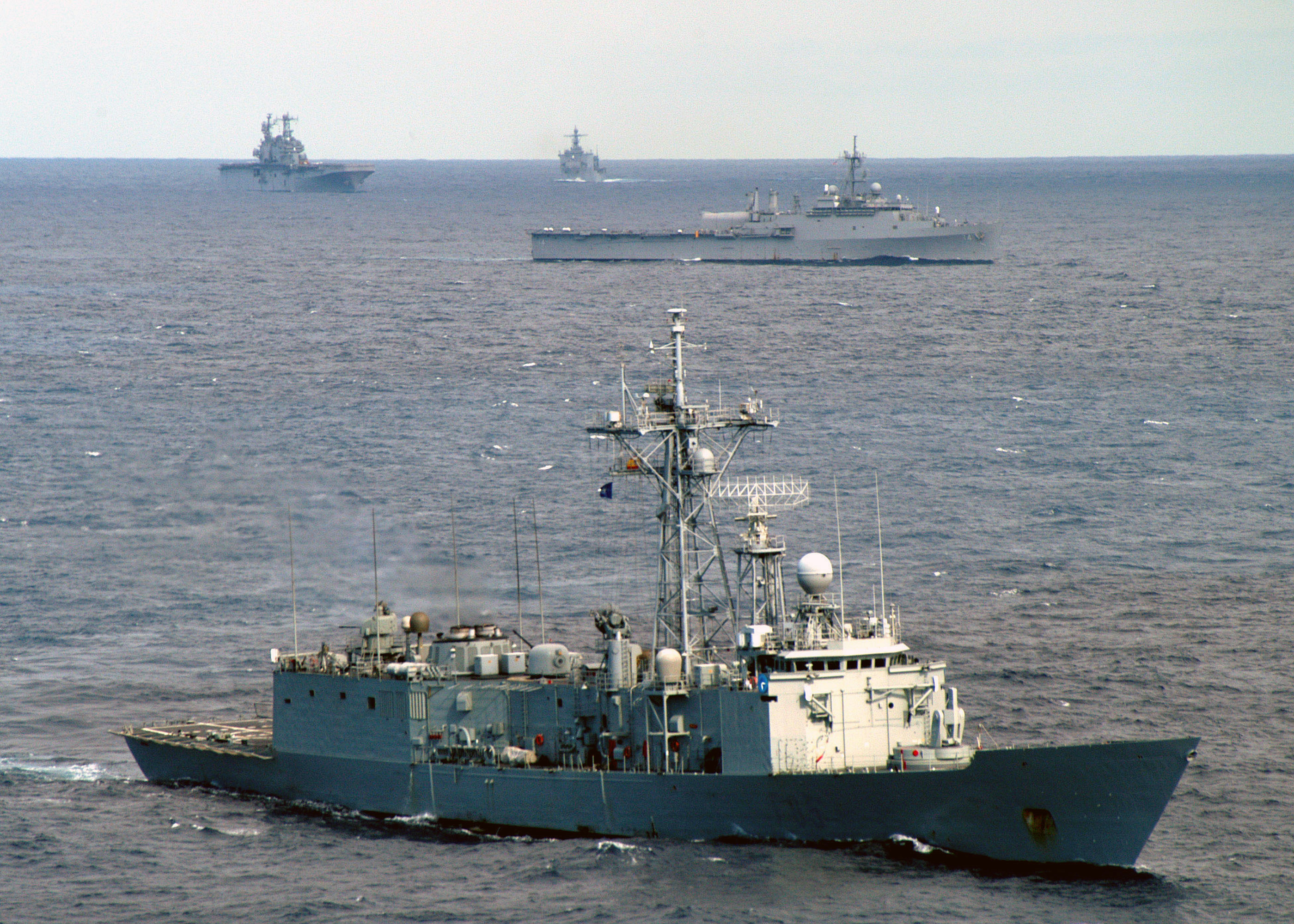
La fragata espanyola Navarra (F-85) en el transcurs de maniobres de l’Organització del Tractat de l'Atlàntic Nord l’any 2004.